# Língua botolan
Botolan é uma língua sambálica falada por 32.867 pessoas (Conf.SIL)  do povo Sambal, principalmente nos municípios Zambal de Botolan e Cabangan nas Filipinas.

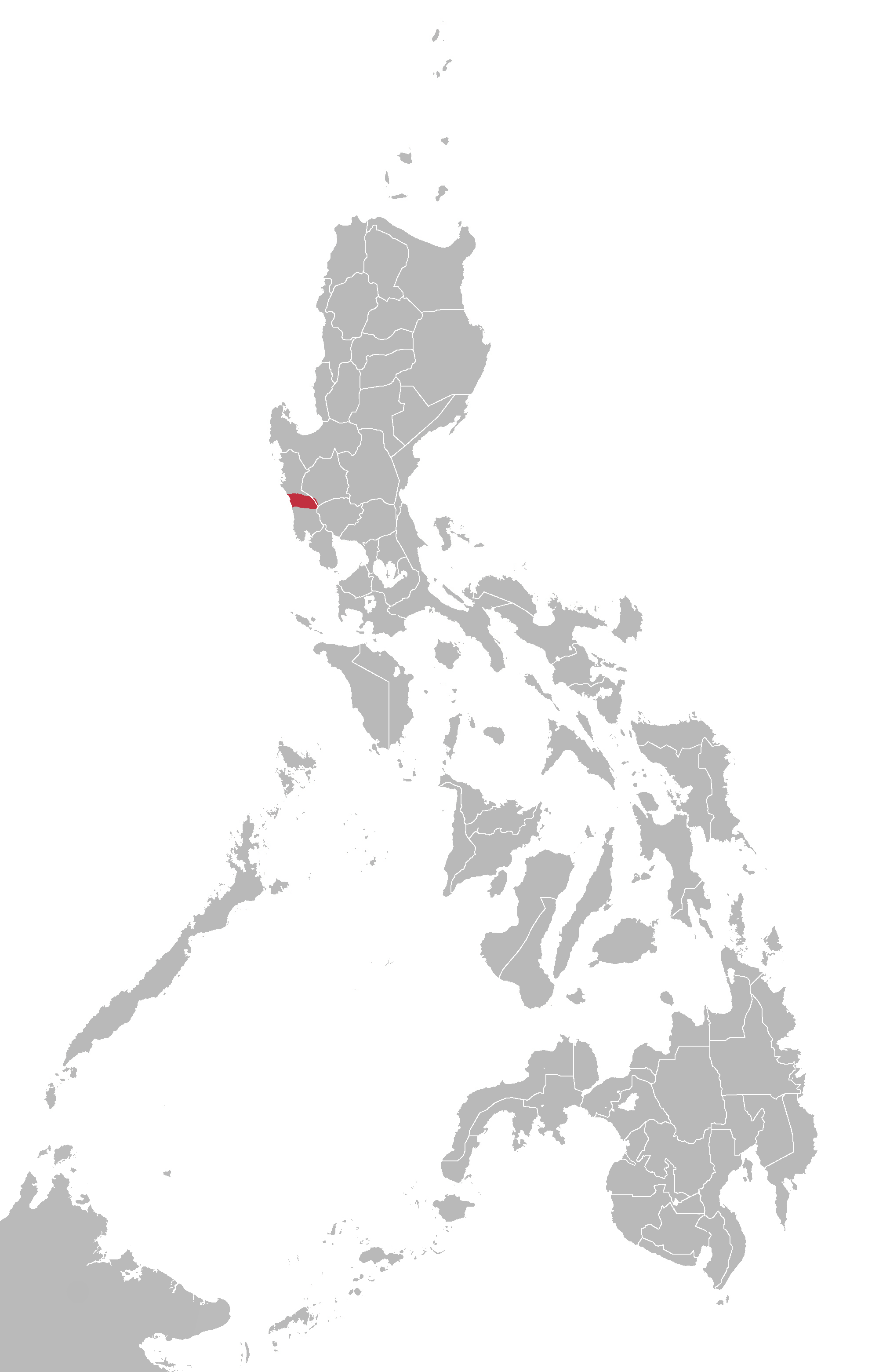
Áreas onde Botolan Sambal é falado

## Variantes
O povo Ayta do sitio Villar, Botolan, e sitio Kakilingan, Santa Fé, Cabangan também fala um dialeto botolano com algum item léxico único.

## Escrita
A língua Botolan usa o alfabeto latino sem as letras C, F, J, Q, U, V, X, Z.

## Fonologia
Botolan tem 20 fonemas: 16 consoantes e quatro vogais. A estrutura da sílaba é relativamente simples. Cada sílaba contém pelo menos uma consoante e uma vogal.

### Vogais
Botolan tem quatro vogais fonêmicas. Essas são:
- /a/ uma vogal não arredondada da frontal aberta
- /e/ uma vogal não arredondada da frontal meio-fechada
- /i/ uma vogal não arredondada frontal fechada
- /u/ (escrita como ‘o’) a Close back rounded vowel|close back unrounded vowel

São cinco os ditongos: /aɪ/, /uɪ/, /aʊ/, /ij/, /iʊ/.

### Consoantes
A seguir está uma tabela das consoantes botolan. Todas as oclusivas são não aspiradas. A velar nasal ocorre em todas as posições, inclusive no início de palavra.
|                |                | Bilabial | Dental | Palatal       | Velar  | Glotal |
| Oclusiva       | Surda          | p        | t      |               | k      | - [ʔ]  |
| Oclusiva       | Sonora         | b        | d      |               | g      |        |
| Africada       | Surda          |          |        | (ts, ty) [tʃ] |        |        |
| Africada       | Sonora         |          |        | (dy) [dʒ]     |        |        |
| Fricativa      | Fricativa      |          | s      | (sy) [ʃ]      |        | h      |
| Nasal oclusiva | Nasal oclusiva | m        | n      | (ny) [ɲ]      | ng [ŋ] |        |
| Lateral        | Lateral        |          | l      | (ly) [lj]     |        |        |
| Vibrante       | Vibrante       |          | r      |               |        |        |
| Semivogal      | Semivogal      | w        |        | j             |        |        |

As consoantes /d/ e /ɾ/ às vezes podem se intercambiar como já foram alofones.

### Tonicidade
A tonicidade é fonêmica em Botolan e é muito importante é muito importante, pois se diferenciam palavras com as mesmas grafias, mas com significados diferentes, por ex. hikó (eu) e híko (cotovelo)

### Mudanças fonológicas
Muitas palavras pronunciadas com  / s / e  / ɡ / em língua filipina têm  / h / e  / j / , respectivamente, em seus cognatos Botolan. Compare-se hiko e bayo com o filipino siko e bago.

## Amostra de textos

### Pai Nosso
Mateus
Tatay nawen ya anti ha katatag-ayan,

Hay ngalan mo ay igalang dayi nin kaganawan.

Andawaten nawen ya tampol kayna dayin mag-arí.

Mangyari dayi ya kalabayan mo bayri ha babon lotá

Bilang ombayro ha katatag-ayan.

Hapa- ay biyan mo kayin pamamangan ya

angka-ilanganen nawen.

Patawaren mo kayi ha kawkasalanan

nawen bilang pamatawad nawen ha nakapagkasalanan konnawen.

Agmo kayi biyan ma-irap ya pagsobok boy

ipakarayó mo kayi koni Satanas.

## =Provérbio nacional
Abaixo tradução em Botolan do provérbio nacional das Filipinas  “Aquele que não reconhece seus inícios não alcançará seu destino,”.
- Botolan: “Hay ahe tanda nin nanlek ha pinangibatan, ay ahe makalateng ha lalakwen.”
- Filipino: “Ang hindi marunong lumingon sa pinanggalingan ay hindi makararating sa paroroonan.”